# Strömkriget

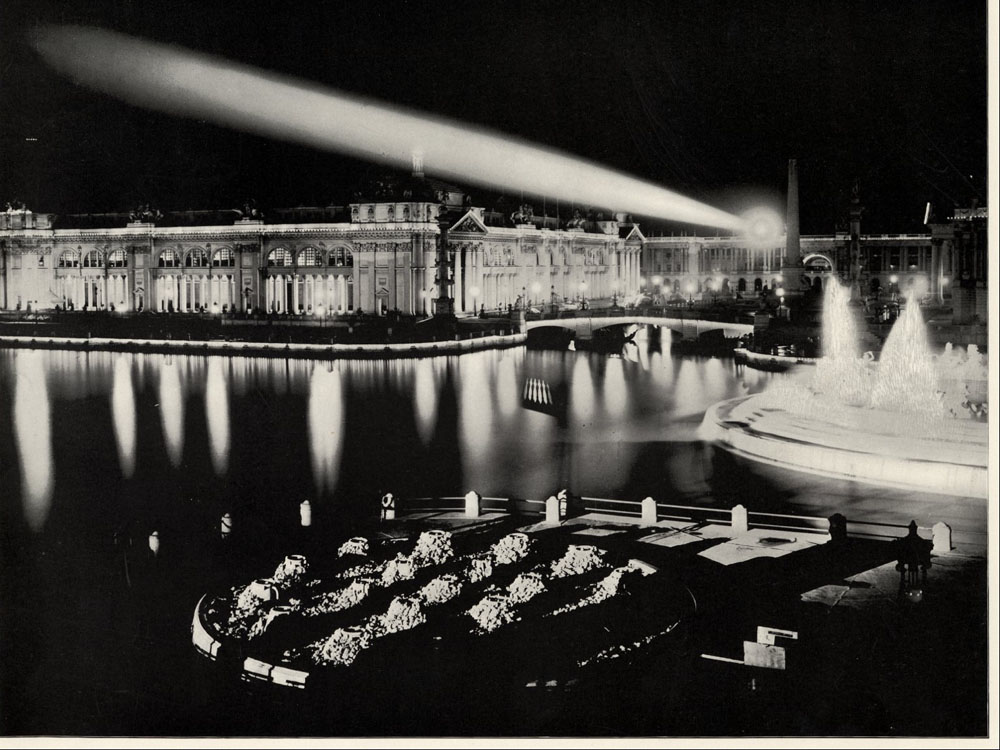
1893 års världsutställning i Chicago lystes upp med hjälp av växelström.

Strömkriget (engelska: The War of the Currents) var den avgörande kampen mellan elkraftsystemen för växelström och likström under den tidiga elektrifieringen av USA i slutet av 1800-talet. Likströmmen marknadsfördes av Thomas Edison, och växelströmmen av George Westinghouse med Nikola Tesla som affischnamn. Strömkriget omfattande bland annat en kamp om marknadsandelar mellan konkurrerande bolag och en debatt kring elektrisk säkerhet.

## Historik
Kampen mellan likströmmen (som dominerade bland de tidigare elinstallationerna) och växelströmmen (som lätt kunde omvandlas till olika spänningar) var särskilt hård under åren kring 1890. Bland annat försökte Edison misskreditera växelströmmens förespråkare genom att offentligt döda djur med växelström, och när den elektriska stolen uppfanns, försökte Edison via sina högt uppsatta allierade se till att det användes växelström i den, i ett försök att få allmänheten att betrakta växelström som farlig.
Både Edisons General Electric och konkurrenten Westinghouse lade in anbud på uppdraget att elektrifiera Världsutställningen i Chicago (1893). Det senare, billigare anbudet antogs.
I samma veva fick Westinghouse i uppdrag att låta elektrifiera hela staden Buffalo, via ström från det närbelägna vattenkraftverket vid Niagarafallen. När växelströmsinstallationen var färdig 1896 hade även General Electric övergett sitt motstånd mot växelström, efter att J. P. Morgan genom en kupp avsatt Edison och avlägsnat Edisons namn från företaget. Därmed var strömkriget i princip över.